# Donald Margulies
Pour les articles homonymes, voir Margulies.
Œuvres principales
Dîner entre amis
Donald Margulies, né le 2 septembre 1954 à Brooklyn, est un auteur dramatique américain.

## Biographie
Professeur de littérature anglaise et d'art dramatique à l'université Yale, il est l'auteur d'une quinzaine de pièces de théâtre jouées notamment à Broadway. 
La plus célèbre est Dîner entre amis (1999), qui a été distinguée par le prix Pulitzer de l'œuvre théâtrale en 2000. Celles qui ont fait l'objet d'une adaptation française ont été mises en scène par Michel Fagadau.
Donald Margulies a aussi obtenu le Sidney Kingsley Award et est, par ailleurs, membre du conseil d'administration de la Dramatists Guild of America.

## Principales pièces de théâtre
- Sight Unseen (1991)
- Comme un écho (1998)
- Dîner entre amis (1999)
- Brooklyn Boy (2004)
- En toute confiance (2007)
- Time Stands Still (2010)